# Ołeksij Warnawski
Ołeksij Dmytrowycz Warnawski, ukr. Олексій Дмитрович Варнавський, ros. Алексей Дмитриевич Варнавский, Aleksiej Dmitrijewicz Warnawski (ur. 6 kwietnia 1957 w Makiejewce, w obwodzie donieckim, Ukraińska SRR, zm. 28 lutego 2009 w Berdiańsku, w obwodzie zaporoskim) – ukraiński piłkarz, grający na pozycji obrońcy, a wcześniej pomocnika lub napastnika, trener piłkarski.

## Kariera piłkarska

### Kariera klubowa
Wychowanek klubu sportowego Zarewo Makiejewka. W 1976 rozpoczął karierę piłkarską w miejscowej drużynie Szachtar Makiejewka. Potem odbywał służbę wojskową w SKA Kijów. Od 1977 przez 10 lat bronił barw Szachtara Donieck. Często miał problemy z dyscypliną sportową przez alkohol. Wiele razy był zawieszony w prawach piłkarza, ale potem odnawiany. Kiedy w 1986 trenera Wiktora Nosowa zmienił Ołeh Bazyłewycz, który propagował żelazną dyscyplinę, piłkarz był zmuszony opuścić doniecki klub. W 1987 został piłkarzem Nowatora Żdanow, skąd we wrześniu przeszedł do Gurii Lanczchuti. Na początku następnego roku powrócił do Nowatora Mariupol. Potem występował w klubach Torpedo Zaporoże, Kanatnyk Charcyzk i Zirka Kirowohrad. W 1994 w wieku 38 lat zakończył karierę piłkarską w rosyjskim zespole Kristałł Diatkowo.

### Kariera reprezentacyjna
W 1979 rozegrał 2 mecze w drugiej reprezentacji ZSRR oraz 1 mecz w reprezentacji ZSRR do lat 21.

## Kariera trenerska
Po zakończeniu kariery zawodniczej w 1995 prowadził trzecioligowy rosyjski klub Kristałł Diatkowo. Potem pracował jako asystent trenera w klubach Zirka Kirowohrad, Dinamo Briańsk, Szachtar-3 Donieck i Zoria Ługańsk. W marcu 2009 został znaleziony martwy na jednej z ulic Berdiańska. Stwierdzono, że 28 lutego 2009 zmarł w wyniku zamarznięcia.

## Sukcesy i odznaczenia

### Sukcesy klubowe
- wicemistrz ZSRR: 1979
- zdobywca Pucharu ZSRR: 1980, 1983
- zdobywca Pucharu Sezonu ZSRR: 1983

### Odznaczenia
- tytuł Mistrza Sportu ZSRR: 1978